# Charles de Lacombe
Pour les articles homonymes, voir Lacombe.
Charles Mercier de Lacombe est un homme politique français né le 25 septembre 1832 à Paris et mort le 28 février 1904 à Paris.

## Biographie
Après des études au collège Stanislas, il s’intéresse à la littérature.
Proche de l’avocat et homme politique légitimiste Pierre-Antoine Berryer (1790-1868), Lacombe mène une carrière journalistique, comme rédacteur à la Gazette de France, et au Correspondant.
Invité avec son frère Hilaire Mercier de Lacombe par Augustin Cauchy à la 1re réunion qui a jeté les bases de la fondation de l’Œuvre des Écoles d’Orient, plus connue actuellement sous le nom de L'Œuvre d'Orient, ils sont présents le 4 avril 1856. Ils font partie tous les deux des membres de son 1er conseil général du 25 avril 1856.

La commission des Trente présidée par Batbie, en mars 1874, réunie dans une des salles du Musée de Versailles, d'après un dessin de G. Janet et un croquis de Pelcoq gravure Amédée Daudenarde.

Il échoue comme candidat indépendant au Conseil général de Haute-Loire, en 1867. Mais il est élu, le 8 février 1871, député à l’Assemblée nationale, où il reste jusqu’au 7 mars 1876. Membre de la commission des Trente, monarchiste orléaniste, il siège au centre-droit.
Il est le grand-père aussi bien de Charles Mercier de Lacombe, résistant mort en déportation entre Buchenwald et Ravensbrück en avril 1945 que de Fernand de Brinon, dirigeant de la Collaboration fusillé en 1947.

## Œuvres
- Henri IV et sa politique, Paris : Didier. XXVI-518 p. In-8, 1861
- Royer-Collard, Charles Douniol, libraire-éditeur, 29, rue de Tournon, Paris, In-8, 48 p., 1863.
- Le comte de Serre. Sa vie, son temps, Librairie académique Didier et Cie, éditeurs, Paris, Deux volumes. In-8, 1881.
- Vie de Berryer, d’après des documents inédits, Firmin-Didot ,Paris, trois volumes. (1894-1895). Tome 1. La Jeunesse de Berryer, 1894 ; tome 2. Berryer et la Monarchie de Juillet, 1895 ; tome 3. Berryer sous la République et le second Empire, 1895.
- Journal politique de Charles Lacombe, député à l’Assemblée nationale, publié par la Société d’histoire contemporaine no 36, no 39, par A. Héliot, A. Picard et fils, Deux volumes in-8. Portrait. 1907.

### Sources
- « Charles de Lacombe », dans Adolphe Robert et Gaston Cougny, Dictionnaire des parlementaires français, Edgar Bourloton, 1889-1891 [détail de l’édition]
- Jean Jolly (dir.), Dictionnaire des parlementaires français, Presses universitaires de France